# Towarzystwo Ochrony Wojennych Mogił
Towarzystwo Ochrony Wojennych Mogił (TOWM) – ukraińska organizacja społeczna, utworzona w celu opieki nad grobami żołnierzy ukraińskich, poległych w latach 1914–1920.
Organizacja została utworzona we Lwowie w roku 1927, posiadała 32 filie w miastach Galicji. Pierwszym przewodniczącym Towarzystwa był Wołodymyr Janiw.
Towarzystwo zajmowało się porządkowaniem i dekorowaniem grobów, fundowało też stawiane na grobach kamienne krzyże UHA. Zaprzestało ono działalności po agresji sowieckiej w 1939.